# Lago Olnie I
El lago Olnie I es un lago en la Argentina. Se encuentra ubicado en el departamenton Río Chico, en la provincia de Santa Cruz, Patagonia.

## Geografía
El lago, que se encuentra en la precordillera andina, se extiende de oeste a este en una longitud de 3,3 kilómetros, a una altitud de 985 metros. Cubre un área de aproximadamente 3 km². Se encuentra justo al pie (en las estribaciones orientales) del cerro Belgrano.
Su emisario surge en su costa noroeste y se dirige al norte. Es el principal afluente del lago Olnie II que se encuentra a menos de 2 km al norte. El lago es alimentado principalmente por el deshielo y precipitaciones ladera este del cerro Belgrano (de 1961 metros de altura).